# Atletisme als Jocs Olímpics d'Estiu de 1924 - 1.500 metres masculins
Els 1.500 metres masculins va ser una de les proves del programa d'atletisme disputades durant els Jocs Olímpics de París de 1924. La prova es va disputar el 9 i 10 de juliol de 1924 i hi van prendre part 40 atletes de 20 nacions diferents.

## Medallistes
| Or                | Plata               | Bronze               |
| Paavo Nurmi (FIN) | Willy Schärer (SUI) | Henry Stallard (GBR) |

## Rècords
Aquests eren els rècords del món i olímpic que hi havia abans de la celebració dels Jocs Olímpics de 1924.
| Rècord del Món | 3' 52.6" | Paavo Nurmi    | Hèlsinki (FIN) | 19 de juny de 1924   |
| Rècord Olímpic | 3' 56.8" | Arnold Jackson | Estocolm (SWE) | 10 de juliol de 1912 |

En la final Paavo Nurmi va establir un nou rècord olímpic amb 3' 53.6".

## Resultats

### Semifinals
Les semifinals es van disputar el 9 de juliol de 1924. Els dos millors de cada semifinal passaven a la final.
Semifinal 1
| Posició | Atleta                 | Temps  | Qual. |
| ------- | ---------------------- | ------ | ----- |
| 1       | René Wiriath (FRA)     | 4:13.8 | Q     |
| 2       | Jaakko Luoma (FIN)     | 4:14.8 | Q     |
| 3       | Ferdinand Friebe (AUT) | 4:15.8 |       |
| 4       | Mohamed El-Sayed (EGY) |        |       |
| 5       | István Grósz (HUN)     |        |       |

Semifinal 2
| Posició | Atleta                | Temps  | Qual. |
| ------- | --------------------- | ------ | ----- |
| 1       | Willy Schärer (SUI)   | 4:06.6 | Q     |
| 2       | Douglas Lowe (GBR)    | 4:07.2 | Q     |
| 3       | William Spencer (USA) | 4:08.4 |       |
| 4       | Léon Fourneau (BEL)   |        |       |
| 5       | Clifford Davis (RSA)  |        |       |
| 6       | Pala Singh (IND)      |        |       |

Semifinal 3
| Posició | Atleta                  | Temps  | Qual. |
| ------- | ----------------------- | ------ | ----- |
| 1       | Paavo Nurmi (FIN)       | 4:07.6 | Q     |
| 2       | Sonny Spencer (GBR)     | 4:09.0 | Q     |
| 3       | Albert Larsen (DEN)     | 4:11.5 |       |
| 4       | René Jubeau (FRA)       | 4:14.5 |       |
| 5       | Aleksander Antson (EST) |        |       |
| 6       | Ferruccio Bruni (ITA)   |        |       |
| 7       | Daniel Eslava (MEX)     |        |       |
| 8       | Józef Jaworski (POL)    | 4:28.4 |       |

Semifinal 4
| Posició | Atleta                   | Temps  | Qual. |
| ------- | ------------------------ | ------ | ----- |
| 1       | Arvo Peussa (FIN)        | 4:17.4 | Q     |
| 2       | Ray Watson (USA)         | 4:17.9 | Q     |
| 3       | Disma Ferrario (ITA)     | 4:18.5 |       |
| 4       | Jan Zeegers (NED)        | 4:21.0 |       |
| 5       | Jack Newman (AUS)        |        |       |
| 6       | Joseph Van der Wee (BEL) |        |       |
| 7       | Stefan Kostrzewski (POL) | 4:29.0 |       |

Semifinal 5
| Posició | Atleta                    | Temps  | Qual. |
| ------- | ------------------------- | ------ | ----- |
| 1       | Henry Stallard (GBR)      | 4:11.8 | Q     |
| 2       | Ray Buker (USA)           | 4:12.8 | Q     |
| 3       | Rolph Barnes (CAN)        | 4:13.1 |       |
| 4       | Louis Philipps (FRA)      | 4:13.4 |       |
| 5       | Lyuben Karastoyanov (BUL) |        |       |
| 6       | Angelo Davoli (ITA)       |        |       |

Semifinal 6
| Posició | Atleta                   | Temps  | Qual. |
| ------- | ------------------------ | ------ | ----- |
| 1       | Lloyd Hahn (USA)         | 4:06.8 | Q     |
| 2       | Frej Liewendahl (FIN)    | 4:07.4 | Q     |
| 3       | Cyril Ellis (GBR)        | 4:08.1 |       |
| 4       | Robert Chottin (FRA)     | 4:14.8 |       |
| 5       | Malcolm Boyd (AUS)       |        |       |
| 6       | Giovanni Garaventa (ITA) |        |       |
| 7       | Vilém Šindler (TCH)      | 4:23.6 |       |
| 8       | Ömer Besim Koşalay (TUR) |        |       |

### Final
La final es va disputar 10 de juliol de 1924.
Menys de 45 minuts després de vèncer en aquesta carrera Nurmi va disputar la final dels 5.000 metres, en què també va guanyar la medalla d'or.
| Posició | Atleta                | Temps     |
| ------- | --------------------- | --------- |
| 1       | Paavo Nurmi (FIN)     | 3:53.6 OR |
| 2       | Willy Schärer (SUI)   | 3:55.0    |
| 3       | Henry Stallard (GBR)  | 3:55.6    |
| 4       | Douglas Lowe (GBR)    | 3:57.0    |
| 5       | Ray Buker (USA)       | 3:58.6    |
| 6       | Lloyd Hahn (USA)      | 3:59.0    |
| 7       | Ray Watson (USA)      | 4:00.0    |
| 8       | Frej Liewendahl (FIN) | 4:00.3    |
| 9       | Arvo Peussa (FIN)     | 4:00.6    |
| 10      | René Wiriath (FRA)    | 4:02.8    |
| 11      | Sonny Spencer (GBR)   | 4:03.7    |
| 12      | Jaakko Luoma (FIN)    | 4:03.9    |